# أولوف ياكوبسن
أولوف ياكوبسن (بالنرويجية: Olof Jacobsen)‏ (و. 1888 – 1969 م) هو لاعب جمباز فني نرويجي، ولد في هونفوس، شارك في الألعاب الأولمبية الصيفية 1912، توفي في هالدن، عن عمر يناهز 81 عاماً.

## روابط خارجية
- أولوف ياكوبسن على موقع اللجنة الأولمبية الدولية (الإنجليزية)
- أولوف ياكوبسن على موقع أوليمبيديا (الإنجليزية)